# Le Soldat magicien

Le Soldat magicien est un opéra-comique en un acte mis en en musique par François-André Danican Philidor sur un livret de Louis Anseaume. Il fut représenté pour la première fois sur le théâtre de l’Opéra Comique de la Foire St. Laurent le 14 août 1760.

## Argument
La scène est un salon avec un buffet à deux niveaux, une cheminée en saillie et une table recouverte d'un tapis vert où l'on joue Trictrac.
L'œuvre raconte l'histoire d'un soldat qui s'est mêlé à la vie conjugale inquiétante de Madame Argant, ambitieuse pour sa beauté, et de son mari, ambitieux pour sa richesse.
Dans cet univers fictif et fellinien, une partie de trictrac entre la bourgeoise et son mari est le point de départ d'une œuvre de Philidor, lui-même champion d'échecs.

## Distribution
| Personnage                  | Acteur créateur du personnage | Tessiture    |
| Mr. Argant, Bourgois        | M. La Ruette                  | Taille       |
| Mme Argant, la Femme        | Mlle Deschamps                | Dessus       |
| Crispin, Valet de M. Argant | Mlle Luzy                     | Dessus       |
| M Bloudineau, Procureur     | M. Clairval                   | Haute-contre |
| Un Soldat                   | M. Paran                      | Taille       |
| Un Traiteur                 | M. Demignaux                  | Haute-contre |

## Accueil et critique de l’œuvre
Le Soldat magicien de Philidor fut un succès. L’Observateur Littéraire de Laporte du 15 septembre 1760 nous apporte les critiques suivantes :
Quand le mari furieux de son époque qui vient de quitter la partie du trictrac, s'en prend à toutes les femmes, et s'arrange pour passer une soirée plus agréable ailleurs qu'avec son épouse. Laporte écrit : « C’est ici Monsieur qu’est placée cette jolie Ariette qu’on a si injustement reproché à M Philidor, d’avoir imité de celle du Coq & du coucou de la soirée des Boulevards. Elle est prise du Volage fixé, composé par ce même Musicien […]
Lors de la scène où le Soldat fait croire au mari que le soupé serait l’œuvre du diable, le quatuor entre l’épouse, le soldat, le valet, et le mari, fut apprécié : « Ce quatuor a été trouvé de la plus grande force de Musique. On y entend le dialogue de quatre parties, sans confusion ; ce qui fait le grand mérite de ces sortes de scènes.»
Quand le Soldat renouvelle ses invocations et fait croire au mari que le procureur caché dans la cheminé serait le Diable incarné pour que le mari « meurt de peur », le procureur, la femme, le valet, le mari et le soldat forme un quintette salué par la communauté des artistes pour son écriture harmonique : « Le traiteur présente son mémoire, & tandis qu’il en lit les articles, le Mari, la Femme, le Valet & et le Soldat forment avec lui un quinquet dont l’harmonie a extrêmement satisfait tous les connaisseurs en musique.»
Philidor a su selon Laborde conserver sa bonne réputation à travers cet opéra-comique : « [Les connaisseurs de musique] n’ont pas été moins charmés du quatuor qui termine la Pièce. C’est un morceau d’allégresse ; & comme il ne pouvait y avoir de tableau, le Musicien s’est contenté de le rendre fort & bruyant. M. Philidor a soutenu, par cette dernière production, la réputation qu’il s’était si justement acquise dans Blaise le Savetier. »
En 1761, L’avancoureur nous décrit la représentation du Soldat magicien avec une deuxième œuvre. On cite : « L’Opéra Comique a ouvert son spectacle le 31 janvier par Blaise la Savetier & Le Soldat magicien, pièces dont nous avons parlé dans le temps, & qui sont vues par le public avec la même faveur, parce qu’il y trouve toujours le même mérite. Elles étaient précédées d’un compliment en forme de prologue […] vieux rébus, bien usés, bien rebattus ; quelques couplets où le sarcasme se sentait plus que la pointe épigrammatique.»

## Le Soldat magicien au XXIesiècle
Le Soldat Magicien n’a pas vu le jour depuis l’époque de sa création jusqu’à ce que la compagnie Divertissements Royaux (aujourd'hui rebaptisée Opéra-ci, Opéra-la, lui redonne vie pour son festival Lyrique au Château de Chabenet en juillet 2016[réf. nécessaire]. Puis la Compagnie Lyrique les Monts du Reuil lui donne vie en 2017 en coproduction avec l’Opéra de Reims, le Festival Jean de la Fontaine, le Festival Emmbaroquement Immédiat et la BnF.
Le metteur en scène Juan Kruz Dias de Garaio Esnaola établit cette œuvre dans un univers fictif abrité d’un voile dans lequel les instrumentistes jouent en imitant des fantômes débraillés depuis une éternité. Les évènements progressent petit à petit au cours de l’œuvre jusqu’à ce que les personnages arrivent à reprendre leurs sentiments et conscience.
La distribution est la suivante :
| Direction musicale        | Hélène Clerc-Murgier             |
| Mise en scène             | Juan Kruz Diaz de Garaio Esnaola |
| Harmonisation vaudeville  | Emmanuel Clerc                   |
| Le Soldat                 | Julien Fanthou                   |
| Crispin                   | Anne-Marie Beaudette             |
| M Agant                   | Guillaume Gutierrez              |
| Mme Argant                | Hadhoum Tunc                     |
| Le procureur / Blondineau | Cécil Gallois                    |
| Le traiteur               | Gilles Richard                   |